# Électronique noire
Électronique noire is een studioalbum van Eivind Aarset. Het was zijn eerste album als soloartiest, nadat hij zich had losgeweekt uit het gezelschap rondom Nils Petter Molvær. Die speelt overigens nog wel een belangrijke rol op dit album, hij is in diverse tracks te horen. Allmusic vond het een album in de lijn der verwachtingen nadat Aarset had meegespeeld op het album Khmer (1998) van Molvær, maar vond dat het album voldoende eigen geluid had om de toekomst van Aarset met vertrouwen tegemoet te zien. Het album werd uitgebracht op het platenlabel Jazzland Recordings van Bugge Wesseltoft.
De meest muziek is afkomstig uit Aarset’s werk 7, dat hij schreef voor een jazzfestival in mei 1997. De titel van het album was ook enige tijd in gebruik als de bandnaam.

## Musici
- Eivind Aarset (Eivind Aa) – alle vormen van gitaar, basgitaar, compositie, arrangement, opname, programmeerwerk en sampling tenzij anders vermeld.
- Anders Engen – drums (1, 8, 9)
- Ingebrikt Flaten – basgitaar (1, 9)
- Nils Petter Molvaer – trompet (1, 4), geschreeuw (2)
- Bugge Wesseltoft – Fender Rhodes (1)
- Kim Ofstad – drums (2, 3, 4, 6, 8)
- Jonny Sjo – basgitaar (2, 4)
- Kjetil Bjerkestrand – synthesizer (2, 3, 8)
- Vidar Johansen – basklarinet, sopraansaxofoon (2)
- Bugge Wesseltoft – dissonante akkoorden (6)
- Kjetil Saunes – synthesizer, sampler etc. (7)
- Bjørn Kjellemy – basgitaar (8)

## Muziek
| Nr. | Titel                        | Duur |
| --- | ---------------------------- | ---- |
| 1.  | Dark moisture (Aarset)       | 7:50 |
| 2.  | Entrance/U-Bahn (Aarset)     | 8:33 |
| 3.  | Lost and found (Aarset)      | 7:32 |
| 4.  | Superstrings (Aarset)        | 8:26 |
| 5.  | Électronique noire (Aarset)  | 3:53 |
| 6.  | Wake-up call (Aarset)        | 6:36 |
| 7.  | Namib (Aarset, Saunes)       | 3:00 |
| 8.  | Spooky Danish waltz (Aarset) | 7:06 |
| 9.  | Porcupine night wlk (Aarset) | 6:40 |